# Labeo rohita
Labeo rohita Hamilton, 1822 è un pesce d'acqua dolce appartenente alla famiglia Cyprinidae. 

È anche noto con il nome di rawas in Hindi, rui in Bengali, rou in Assamese ed è popolare in Thailandia, Pakistan, Bangladesh, Orissa, Bengala Occidentale, Assam, e la regione indiana di Konkan.

## Distribuzione e habitat
Questo pesce è diffuso in fiumi e laghi d'acqua dolce nell'Asia meridionale e nel Sud-Est Asiatico (dal Pakistan al Myanmar). Attualmente è anche allevato in altre zone dell'Asia in acquacoltura.

## Descrizione
Presenta un corpo robusto, poco compresso ai fianchi. La forma è quella tipica del ciprinide di fiume. La bocca è grossa, l'occhio piuttosto piccolo. Le pinne sono robuste, la coda è bilobata. La livrea è bruno-rossastra, con riflessi argentei, più chiara sul dorso. Le scaglie sono orlate di bruno, e formano un reticolo ben visibile. Le pinne sono rossastre. 

Raggiunge una lunghezza di 2 metri, per 45 kg di peso massimo.

## Riproduzione
La femmina gravida può deporre da 226.000 a 2.790.000 uova, secondo le dimensioni e il peso delle femmine. La deposizione e la fecondazione avvengono nelle pianure inondate dalla stagione monsonica.

## Pesca
È ampiamente pescato nei paesi d'origine sia per l'alimentazione commerciale che per la pesca sportiva. Le uova del rohu sono anche considerate una prelibatezza dai bengalesi.